# Ysyk-Köl

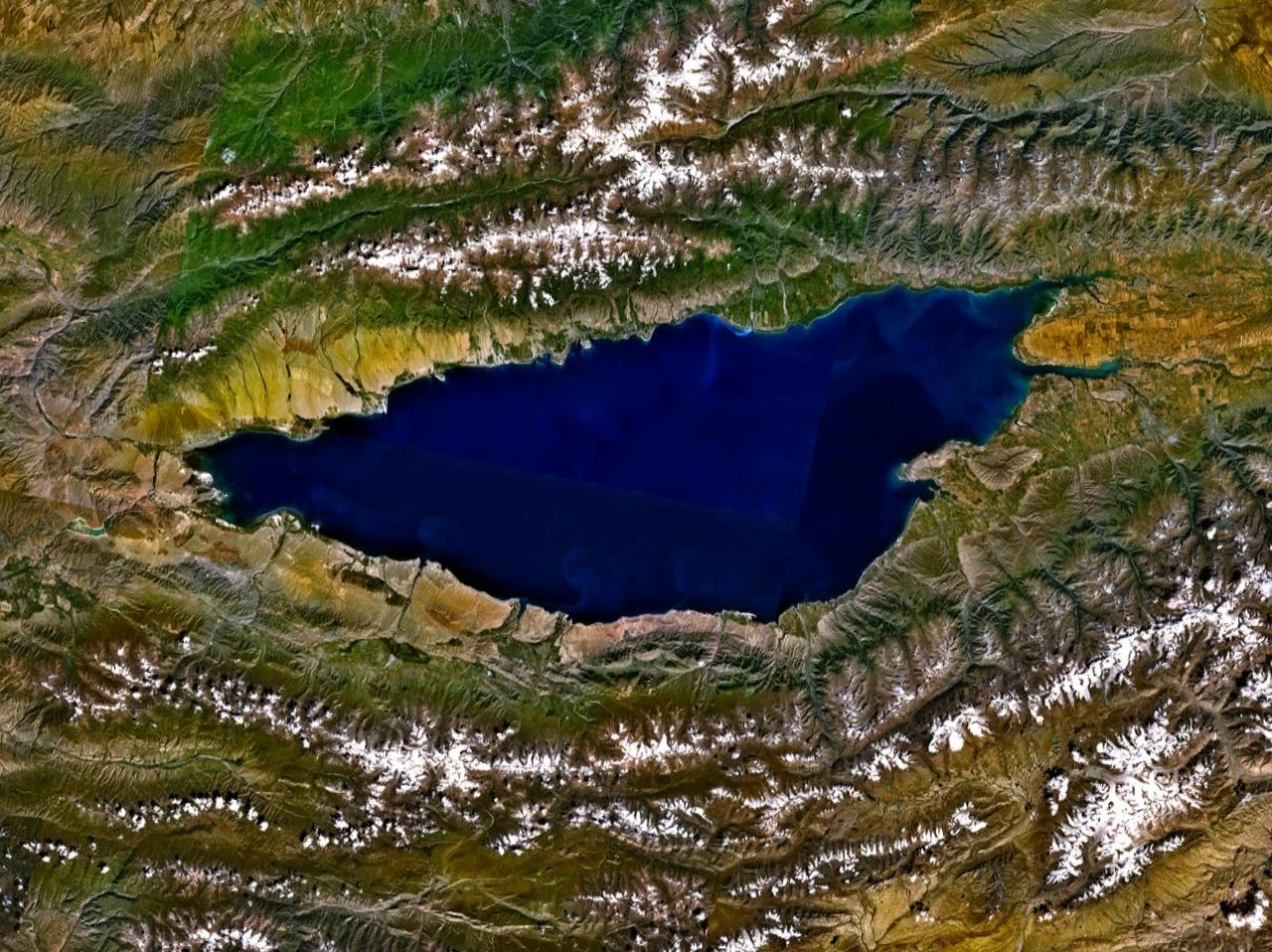
Ysyk-Köl från satellit i september 1992.

Ysyk-Köl (kirgiziska: Ысык-Көл) är den största insjön i Kirgizistan och den näst största bergssjön i världen. Sjön är 180 kilometer lång, 60 kilometer bred och har en yta på 6 236 km². Den ligger 1 602 meter över havsnivån i norra Tianshan; det största djupet är 702 meter.
Ysyk-Köl betyder "het sjö", och den fryser aldrig på vintern trots att lufttemperaturen då kan sjunka ända ned till -40 °C. Det beror på att vattnet är något salthaltigt. Sjön är avloppslös och vattennivån varierar något över tiden.
Under medeltiden var Ysyk-Köl en handelspost på resan mellan Europa och Asien. Man har funnit rester efter en gammal, översvämmad stad i Ysyk-Köl i samband med arkeologiska utgrävningar. Ett av världens första kända offer för pesten känd som digerdöden, Kutluk, dog på platsen under tidiga 1300-talet.